# 松德努克火山
松德努克火山（冰島語發音：[ˈsʏntˌn̥uːkʏr̥]）是位于冰岛西南部雷恰角半岛裂谷帶的一个小火山。